# Proa valdearinnoensis
Proa valdearinnoensis — вид птахотазових динозаврів, який існував у ранній крейді (112 млн років тому).

## Скам'янілості
Три часткові скелети та декілька елементів черепа різних особин динозавра виявлені у відкладеннях формації Ескуча у провінції Теруель на сході Іспанії. Голотип зберігається в Арагонському музеї палеонтології.

## Назва
Родова назва Proa походить від іспанського слова «proa», що означає «ніс», і натякає на загострену форму передзубної кістки тварини. Видова назва valdearinnoensis походить від вугільної шахти Валь-де-Аріньо, що розташована поблизу місця, де були знайдені перші скам'янілості.

## Опис
Proa був базовим представником гадрозавроформ і мав близько 8 метрів завдовжки.